# Digimon Tamers: Bōsō Digimon Tokkyū
Série
Digimon Tamers: Bōkensha-tachi no Tatakai Digimon Frontier: Kodai Digimon Fukkatsu!!
Pour plus de détails, voir Fiche technique et Distribution.
Digimon Tamers: Bōsō Digimon Tokkyū (デジモンテイマーズ 暴走デジモン特急, litt. Digimon Tamers: Le Digimon Express en fuite) est un court-métrage d'animation réalisé par Tetsuo Imazawa, produit par Toei Animation, et sorti en 2002 au Japon. Sixième film tiré de la franchise Digimon, il est lié à l'anime Digimon Tamers et n'a jamais été traduit en français.

## Synopsis
Les digi-dompteurs prévoient d'organiser une fête d'anniversaire surprise pour Rika, mais leurs plans tournent mal lorsqu'ils se voient contraints d'arrêter un train Digimon nommé Locomon, dont on découvrira plus tard qu'il est contrôlé par Parasimon, qui a ouvert un portail entre le monde réel et le digimonde pour permettre à d'autres Parasimon d'arriver dans le monde humain et d'envahir la ville.

## Diffusion
Le film sort dans les salles de cinéma japonaises le 2 mars 2002. Digimon Tamers : Bōkensha-tachi no Tatakai sort en même temps que One Piece : Le Royaume de Chopper, l'île des bêtes étranges, dans le cadre du Tōei Summer Anime Fair 2002.
Le film est diffusé le 2 octobre 2005 aux États-Unis en avant-première sur Jetix sous le titre Digimon Tamers: Runaway Locomon.